# Kerti sármány
A kerti sármány  (Emberiza hortulana) a madarak osztályának verébalakúak (Passeriformes) rendjébe és a sármányfélék (Emberizidae) családjába tartozó faj.

## Rendszerezése
A fajt Carl von Linné svéd természettudós írta le 1758-ban.

## Előfordulása
Európában és Ázsia nyugati részén honos, telelni a trópusi Afrikába vonul. Természetes élőhelyei a mérsékelt övi füves puszták, cserjések és sivatagok, valamint ültetvények.

### Kárpát-medencei előfordulása
Magyarországon rendszeres fészkelő volt, de az utóbbi évtizedben nem észleltek költőpárokat. Április és augusztus hónapok között találkozhatunk vele.

## Megjelenése
Testhossza 16–17 centiméter, szárnyfesztávolsága 23–29 centiméter, testtömege 25–36 gramm. Feje hamuszürke, háta verébszínű, hasa rozsdavörös, farktöve barnásszürke, a hímnek barna mellszalagja van. A két külső kormánytollon fehér folt található. Csőre és lábai hússzínűek.
Hangja: lágy „ci-ip” vagy füttyentésszerű „cia” éneke elnyújtott „zi-zi-zi-zi-zü-zü”.
|  |  |

## Életmódja
Nyáron főleg rovarokkal táplálkozik, míg télen magvakat fogyaszt.

## Szaporodása
Talajon a sűrű fű közé építi fészkét. Fészekalja 3-6 tojásból áll, melyen csak a tojó kotlik. A fiókák hamar elhagyják a fészket, táplálásukban mind két szülő részt vesz, még egy-két hétig.
|  |

## Természetvédelmi helyzete
Az elterjedési területe rendkívül nagy, egyedszáma nagy, ugyan csökken, de még nem éri el a kritikus szintet. A Természetvédelmi Világszövetség Vörös listáján nem fenyegetett fajként szerepel. Magyarországon fokozottan védett, természetvédelmi értéke 500 000 Ft.